# Жіноча юніорська збірна Великої Британії з хокею із шайбою
Жіноча юніорська збірна Великої Британії з хокею із шайбою (англ. Great Britain women's national under-18 ice hockey team) — національна жіноча юніорська команда Великої Британії, що представляє країну на міжнародних змаганнях з хокею із шайбою. Опікується Британською хокейною асоціацією.

## Виступи на чемпіонатах світу
| Рік  | І  | В  | П  | Н | ШЗ | ШП | О  | Місце                              |
| ---- | -- | -- | -- | - | -- | -- | -- | ---------------------------------- |
| 2012 | 10 | 4^ | 6* | 0 | 29 | 30 | 12 | 5 місце (Дивізіон І)               |
| 2013 | 5  | 3  | 2  | 0 | 21 | 9  | 9  | 3 місце (Дивізіон І, кваліфікація) |
| 2014 | 5  | 0  | 5  | 0 | 4  | 31 | 0  | 6 місце (Дивізіон І)               |
| 2015 | 5  | 0  | 5  | 0 | 3  | 18 | 0  | 6 місце (Дивізіон І, кваліфікація) |
| 2016 | 4  | 2  | 2  | 0 | 7  | 8  | 6  | 4 місце (Дивізіон І, кваліфікація) |
| 2017 | 5  | 2^ | 3  | 0 | 8  | 13 | 5  | 5 місце (Дивізіон ІВ)              |
| 2018 | 5  | 1  | 4  | 0 | 7  | 15 | 3  | 5 місце (Дивізіон ІВ)              |
| 2019 | 5  | 3^ | 2* | 0 | 7  | 7  | 9  | 3 місце (Дивізіон ІВ)              |
| 2020 | 5  | 1  | 4* | 0 | 5  | 18 | 4  | 6 місце (Дивізіон ІВ)              |
| 2022 | 5  | 3^ | 2  | 0 | 15 | 8  | 8  | 2 місце (Дивізіон ІІ)              |
| 2023 | 5  | 3  | 2* | 0 | 11 | 8  | 10 | 4 місце (Дивізіон ІІА)             |
| 2024 | 5  | 4  | 1  | 0 | 22 | 7  | 12 | 2 місце (Дивізіон ІІА)             |
| 2025 | 5  | 5  | 0  | 0 | 35 | 6  | 15 | 1 місце (Дивізіон ІІА)             |

^Включає в себе одну перемогу в додатковий час (попередній раунд)

*Включає в себе одну поразку в додатковий час (попередній раунд)